# Гремячка (Хмельницкая область)
Гремячка (укр. Грим'ячка) — село в Виньковецком районе Хмельницкой области Украины.
Население по переписи 2001 года составляло 847 человек. Почтовый индекс — 32510. Телефонный код — 3846. Занимает площадь 5,022 км². Код КОАТУУ — 6820682001.

## Местный совет
32510, Хмельницкая обл., Виньковецкий р-н, с. Гремячка